# Дмитриевка (Иркутская область)
Дми́триевка — деревня в Заларинском районе Иркутской области России. Входит в состав Троицкого муниципального образования.

## География
Деревня находится на расстоянии примерно 37 км к юго-западу от рабочего посёлка Залари, административного центра района.

## Население
| 2002 | 2010 | 2011 | 2012 |
| ---- | ---- | ---- | ---- |
| 117  | ↘84  | →84  | ↗87  |

### Половой состав
По данным Всероссийской переписи, в 2010 году в деревне проживали 84 человека (49 мужчин и 35 женщин).